# 貝倫 (馬里)
14°6′50″N 6°43′40″W / 14.11389°N 6.72778°W
貝倫（法語：Bellen），是馬里的城鎮，位於該國西南部，由塞古區的塞古省負責管轄，處於塞古西北面89公里，面積3,189平方公里，2009年人口3,373，人口密度每平方公里1.1人。